# Hans Frank (jurist)
Hans Michael Frank (Karlsruhe, 23 mei 1900 - Neurenberg, 16 oktober 1946) was een Duitse advocaat die de jaren 20 en 30 van de 20e eeuw voor de NSDAP werkte. Na Hitlers machtsovername in 1933 werd Frank hoofdjurist van Nazi-Duitsland en in 1939 gouverneur-generaal van het Pools Generaal-Gouvernement. Tijdens zijn ambtsperiode (1939-1945) stelde hij een schrikbewind in tegen de burgerbevolking en was hij rechtstreeks betrokken bij de massamoord van Poolse Joden. Bij de Processen van Neurenberg werd hij schuldig bevonden aan oorlogsmisdaden en misdaden tegen de menselijkheid en werd hij geëxecuteerd.

## Levensloop
Hij werd op twintigjarige leeftijd adviseur van de NSDAP. In 1923 werd hij lid van de SA en de NSDAP. Frank, een jurist, speelde een belangrijke rol in Hitlers mislukte putsch in München later in dat jaar. In 1930 werd hij verkozen in de Rijksdag. Na de machtsovername van Hitler in 1933 werd hij minister van Justitie in Beieren. In die functie droeg hij bij aan de omvorming van het Duitse recht in een nationaalsocialistische rechtspraak. In 1934 werd hij ook Rijksminister zonder portefeuille in het kabinet-Hitler.
In 1939, na de Duitse verovering van Polen, werd Frank aangesteld als gouverneur-generaal van het inmiddels bezette Polen. In die functie was hij verantwoordelijk voor de onderdrukking van en de moord op miljoenen Polen. Hij was ook degene die de Poolse Joden naar getto's deporteerde. Hij werd 'de slachter van Polen' genoemd.
Op 4 mei 1945 werd Frank gearresteerd en tijdens zijn opsluiting mishandeld. Tijdens het Proces van Neurenberg bekende hij, als een van de weinigen, uiteindelijk schuld. Hij werd op 1 oktober 1946 ter dood veroordeeld wegens oorlogsmisdaden en misdaden tegen de menselijkheid. Hij werd op 16 oktober 1946 in Neurenberg opgehangen. In zijn laatste woord legde hij de volgende verklaring af:

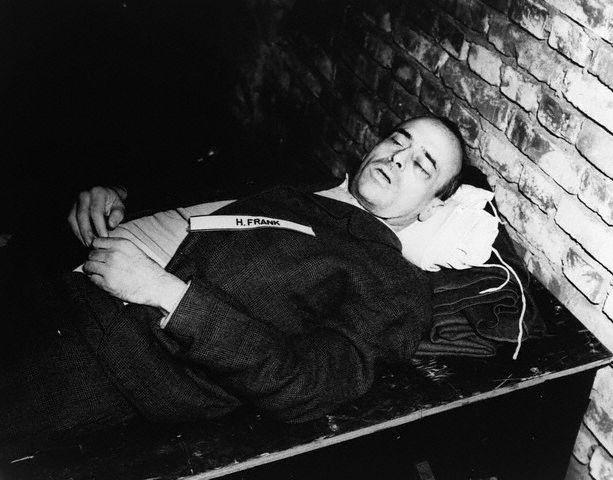
Na zijn executie

Aan het begin van onze weg hebben wij er geen vermoeden van gehad dat zich afwenden van God zulke verderfelijke, dodelijke gevolgen zou kunnen hebben en dat wij steeds dieper in onze schuld verstrikt moesten geraken (...) Wij roepen het Duitse volk, welks machthebbers wij zijn geweest, terug van deze weg waarop wij en ons stelsel volgens goddelijk recht en gerechtigheid moesten verongelukken en waarop een ieder zal verongelukken die hem probeert te bewandelen, overal ter wereld.— Hans Frank, oktober 1946

## Familie
Op 2 april 1925 huwde Frank met de 29-jarige secretaresse Brigitte Herbst (1895-1959). Het huwelijk vond plaats in München en het paar ging op huwelijksreis in Venetië. Hans en Brigitte Frank hadden vijf kinderen:
- Sigrid Frank (geboren op 13 maart 1927, München)
- Norman Frank (geboren op 3 juni 1928, München)
- Brigitte Frank (geboren op 13 januari 1935 München)
- Michael Frank (geboren op 15 februari 1937, München)
- Niklas Frank (geboren op 9 maart 1939, München)

Brigitte Herbst had de reputatie een dominantere persoonlijkheid te hebben dan haar man. In 1939 noemde zij zichzelf 'een koningin van Polen' ('Königin von Polen'). Het was geen gelukkig huwelijk en werd elk jaar killer. Toen Frank in 1942 wilde scheiden, deed Brigitte alles om hun huwelijk te redden, zodat ze de "first lady van de overheid" kon blijven. Een van haar beroemdste citaten is: "Ik zou eerder weduwe zijn dan een gescheiden vrouw van een Reichsminister!" Frank antwoordde: "Dus jij bent mijn dodelijkste vijand!"
In 1987 schreef Niklas Frank een boek over zijn vader, Der Vater: Eine Abrechnung ("De vader: een afrekening"). Het boek, dat nadien in een serie werd gedrukt in het tijdschrift Stern, veroorzaakte controverse in Duitsland, als gevolg van de vernietigende manier waarop de jongere Frank zijn vader afbeeldde. Niklas verwees naar hem als "een slijmbal van een Hitlerfanaticus" en stelde diens berouw voorafgaand aan zijn executie ter discussie.